# 锡梅罗勒
锡梅罗勒（法語：Simeyrols，法語發音：[simeʁɔl]）是法国多尔多涅省的一个市镇，属于萨拉拉卡内达区。

## 地理
锡梅罗勒（44°54'25"N, 1°20'20"E）面积9.26 平方千米，位于法国新阿基坦大区多爾多涅省，该省份为法国西南部内陆省份，是法國本土面积第三大的省，大致对应佩里戈尔地区，北起顺时针与夏朗德省、上维埃纳省、科雷兹省、洛特省、洛特-加龙省、吉倫特省和滨海夏朗德省接壤。
与锡梅罗勒接壤的市镇（或旧市镇、城区）包括：萨利尼亚克-埃维格、卡尔吕、普拉德卡尔吕、圣纳塔莱娜、佩克德莱斯佩朗斯、奥尔利亚盖。

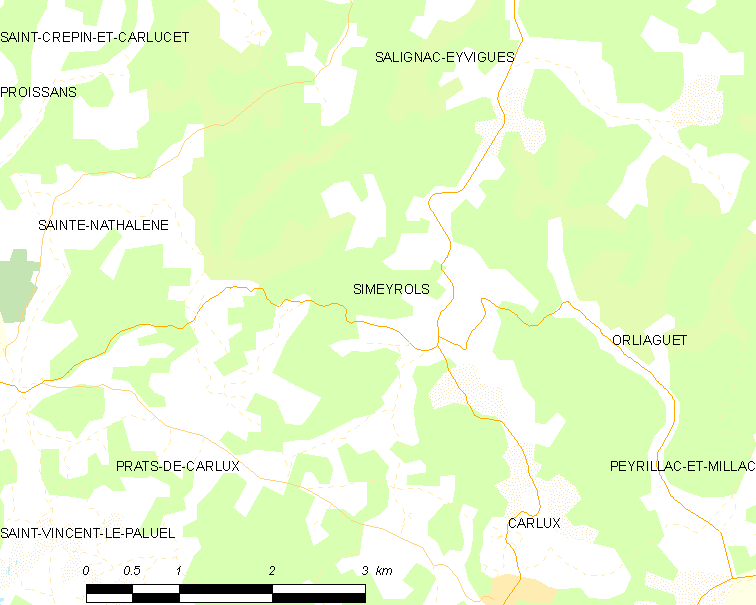
锡梅罗勒的OSM定位图

锡梅罗勒的时区为UTC+01:00、UTC+02:00（夏令时）。

## 行政
锡梅罗勒的邮政编码为24370，INSEE市镇编码为24535。

## 政治
锡梅罗勒所属的省级选区为泰拉松-拉维勒迪约县。

## 人口

1962-2008年间锡梅罗勒人口变化图示

锡梅罗勒于2022年1月1日时的人口数量为256人。